# Козацький хрест

Козацький хрест

Козацький хрест — символ козацтва, запорожців, українського лицарства і війська. Різновид тамплієрського хреста.

## У геральдиці
Козацькі хрести зображалися на печатках Війська Запорозького та Війська Запорозького Низового, на Великій корогві Війська Запорозького Низового, інших козацьких прапорах і гербах козацьких полків
. Ймовірно, поширення цього типу хреста пов'язане зі вступом козаків до ордену християнських лицарів у часи гетьмана Петра Конашевича-Сагайдачного, що використовували тамплієрський лапчастий хрест.
Нині є емблемою  Збройних сил України, Державної прикордонної служби України, Служби безпеки України.
Козацький хрест міститься на гербах і прапорах українських областей, районів і міст.
Під час Харківського контрнаступу ЗСУ в вересні 2022 спрощений варіант хреста наносився на військову техніку і став відомим символом українського контрнаступу.

Емблема Збройних сил України
Емблема Державної прикордонної служби України
Емблема Служби безпеки України
Державна служба України з надзвичайних ситуацій
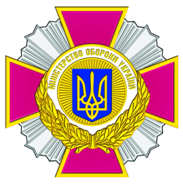
Нагрудний знак «Знак пошани»
Прапор Полтавської області
Герб Рівненської області
Герб Розділ
Герб Вінницької області
Герб Комарно
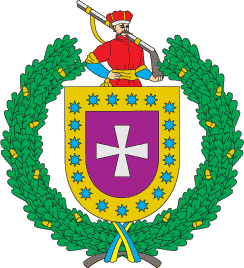
Герб Яготинського району
Герб Новосанжарського району
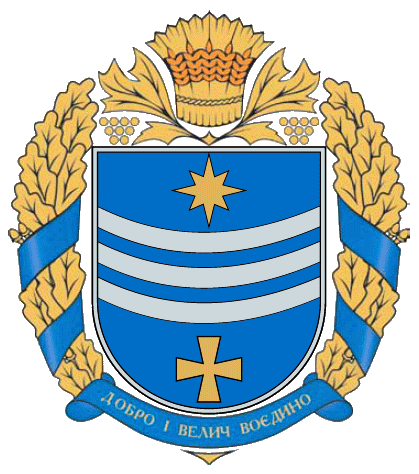
Герб Добровеличківського району
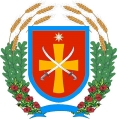
Герб Томаківського району
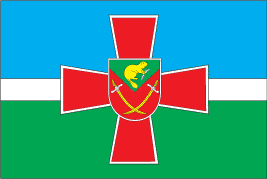
Прапор Бобровицького району
Прапор Оржицього району
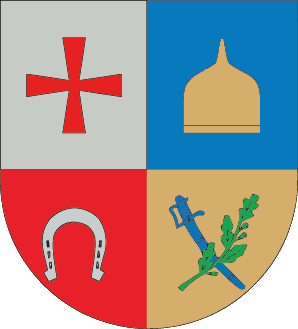
Прапор Ріпкинського району
Герб Миргорода
Герб Конотопу
Герб Борзни
Герб Зінькова
Герб Золотоноші
Герб Ромен
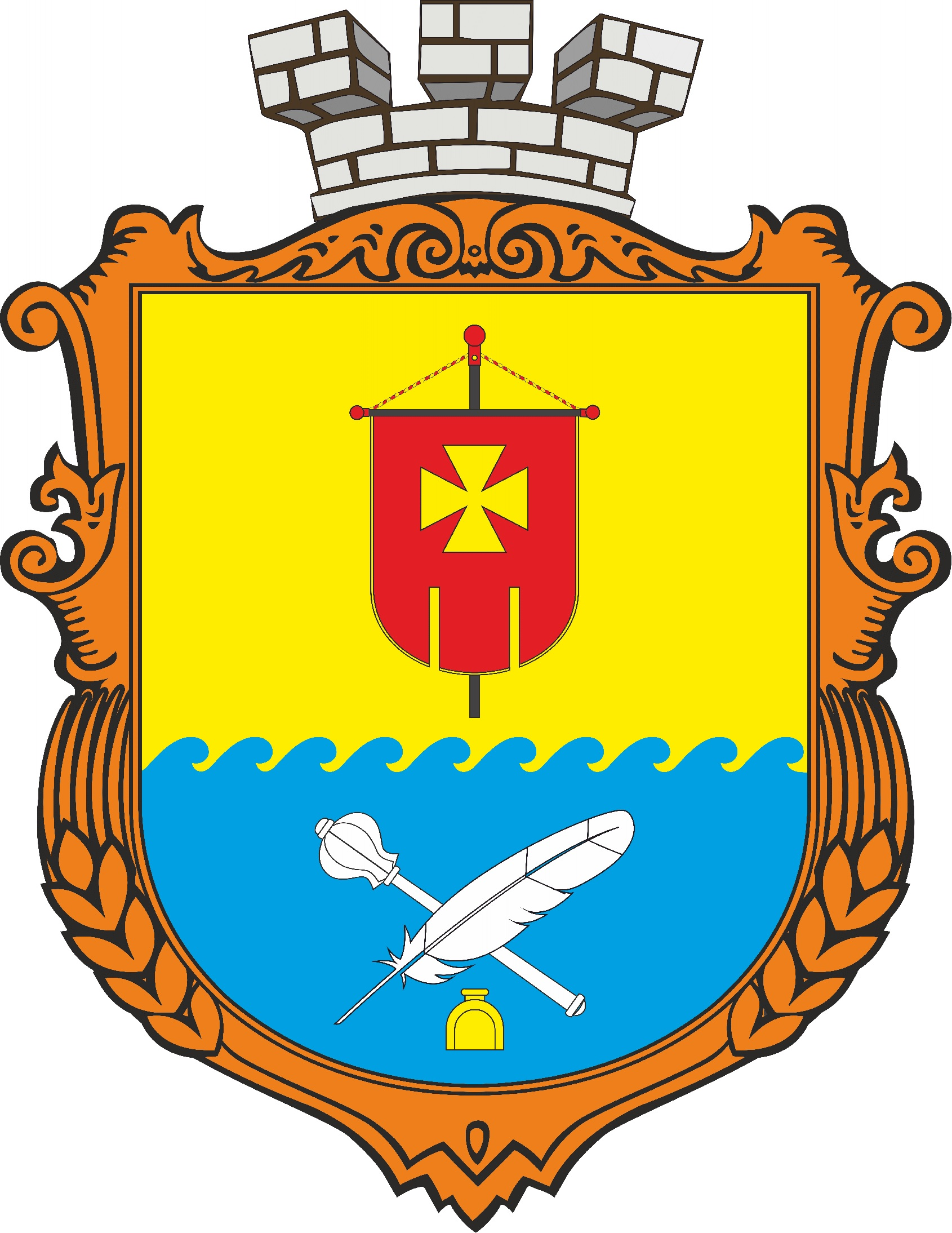
Герб Парафіївки
Герб Азова (Росія)
Герб Підкарпатського воєводства
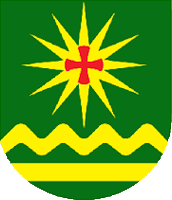
Герб Іванів (Калинівський район)
Нарукавний знак 18-ої ОБрАА
«Хрест ЗСУ»

## У фалеристиці
Козацький хрест ужито для створення образів Державних нагород України, відомчих відзнак Державна служба з надзвичайних ситуацій, Міністерства оборони України, Державної прикордонної служби України, Служби безпеки України.

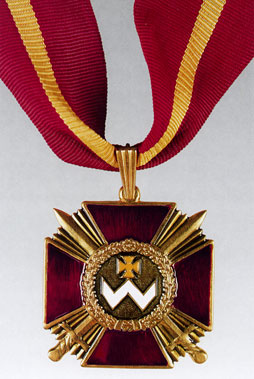
Орден Богдана Хмельницького
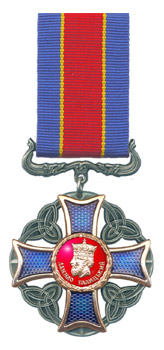
Орден Данила Галицького
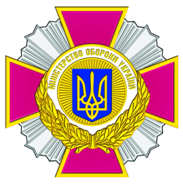
Нагрудний знак «Знак пошани»
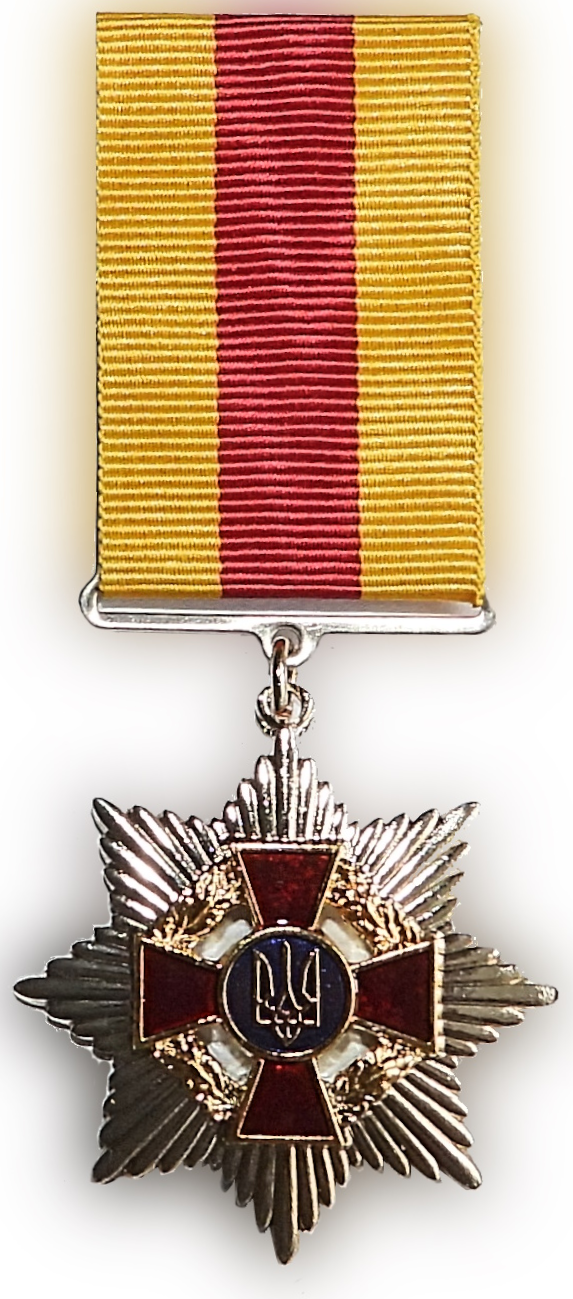
Медаль «За сприяння Збройним Силам України»
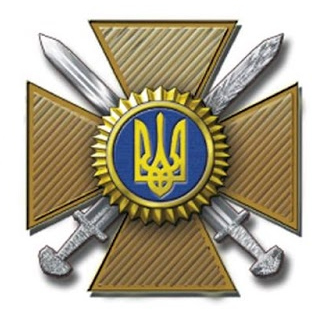
Знак на головний убор Сухопутних військ Збройних сил України

## Надмогильні хрести
Надмогильні камені, обтесані у вигляді лапчатого хреста, поширені в Центральній і Східній Європі. Вони встановлювалися від Саксонії, Сілезії, Прусії до Пскова та Новгорода. Ймовірно, на території сучасної України така форма хреста запозичена в XVII ст. від німців Саксонії на Лемківщину, а далі на Галичину і Наддніпрянщину. Зазвичай виготовлялися з пісковика, вапняку, зрідка граніту, мармуру. Створення такого надмогильного каменя коштувало дорого, як заробіток пересічного селянина з 1,5-2 роки (20-25 рублів у XVIII ст.). Кам'яні хрести встановлювали більше на Лівобережжі, де було багато каменю, тоді як на Правобережжі надавали перевагу дерев'яним.
Ще здавна побутує традиція встановлювати козацькі хрести на похованнях загиблих за Україну та на пам'ять видатних українців (Тараса Шевченка, В'ячеслава Чорновола, Костя Гордієнка тощо).
Хрестоподібні надгробки українських військових та цивільних поховань збереглися на Січеславщині (с. Іскрівка), в Київській (м. Берислав, с. Малий Букрин, с.Королівка), Вінницькій (с. Буша, с. Пороги), Хмельницькій (с. Вільхівці, с. Іванківці), Черкаській (с. Колодисте, с. Трахтемирів), Одеській (с. Малий Куяльник, с. Загнітків), Миколаївській (с. Себине, с. Михайлівка), Тернопільській (м. Кременець, с. Дарахів) та Львівській (с. Білий камінь, с. Звенигород) областях. Козацькі хрести встановлювалися також на кладовищах української діаспори в Польщі, Чехії, Австрії, Німеччині, США, особливо там, де поховані вояки армії УНР.
|                          |
| Козацький цвинтар у Буші |

|                                                 |
| На козацькому цвинтарі. Буша, Вінницька область |

|                              |
| Козацький цвинтар у Шестірні |

|                              |
| Козацький цвинтар в Єгорівці |

|              |
| У Григорівці |

|                           |
| Козацький цвинтар у Одесі |